# Ауд-Гастел
Ауд-Гастел (нід. Oud Gastel) — село в нідерландській провінції Північний Брабант. Входить до муніципалітету Галдерберге.
Його площа становить 18,08 км², а населення станом на 2021 рік складало 6 615 осіб.
Перша згадка про населений пункт датується 1278 роком.

## Галерея

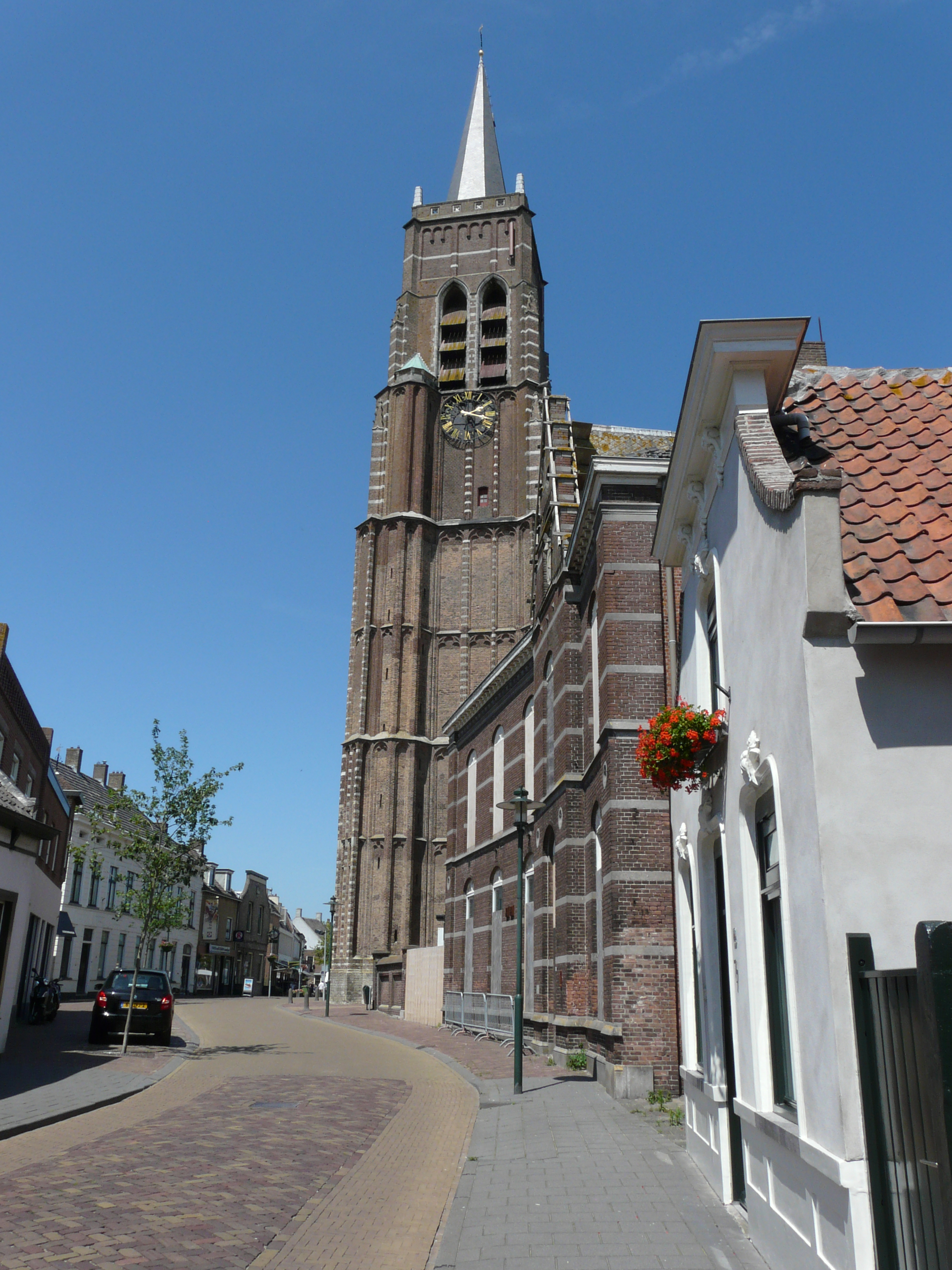
Католицька церква у селі
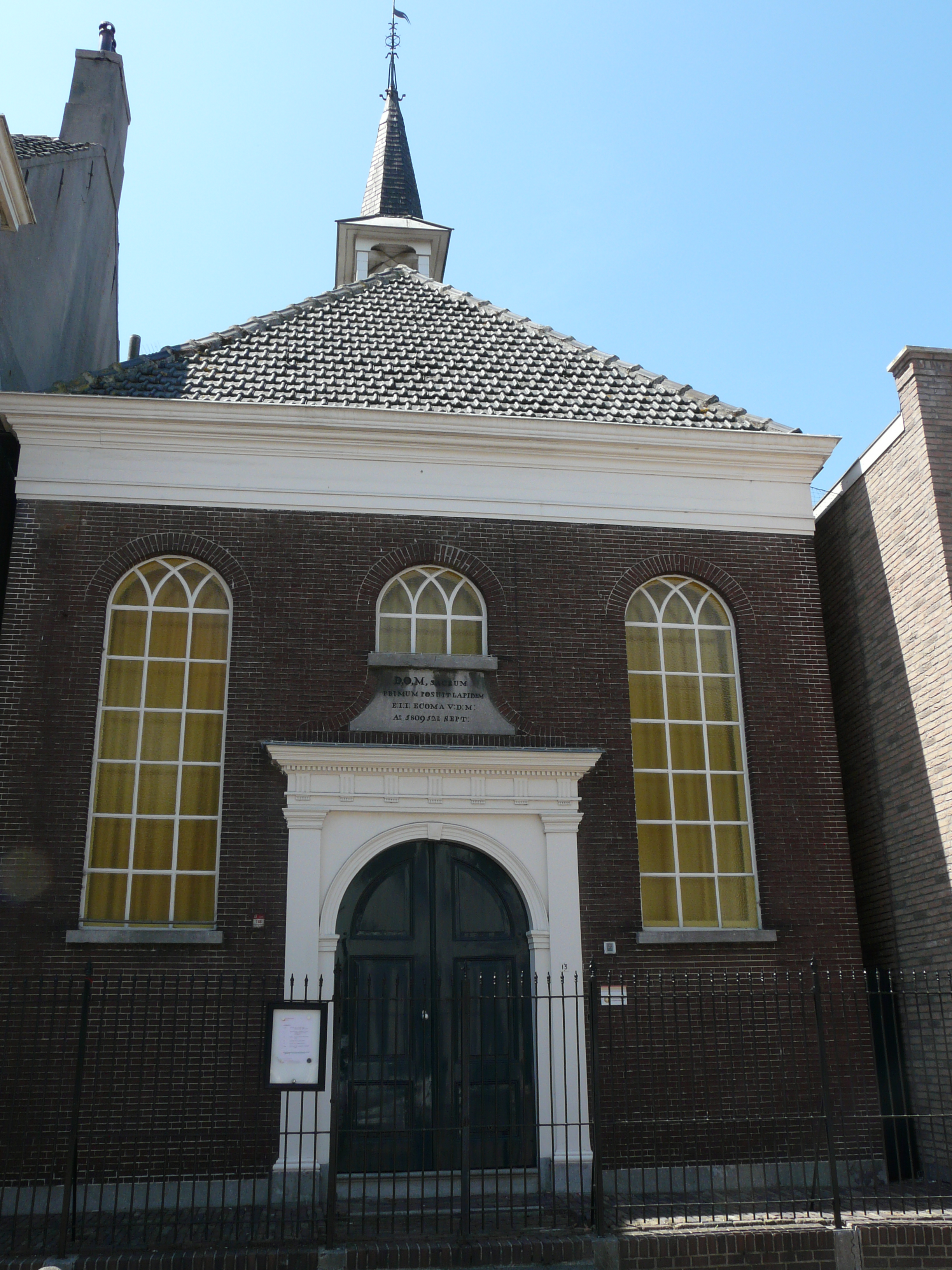
Церква
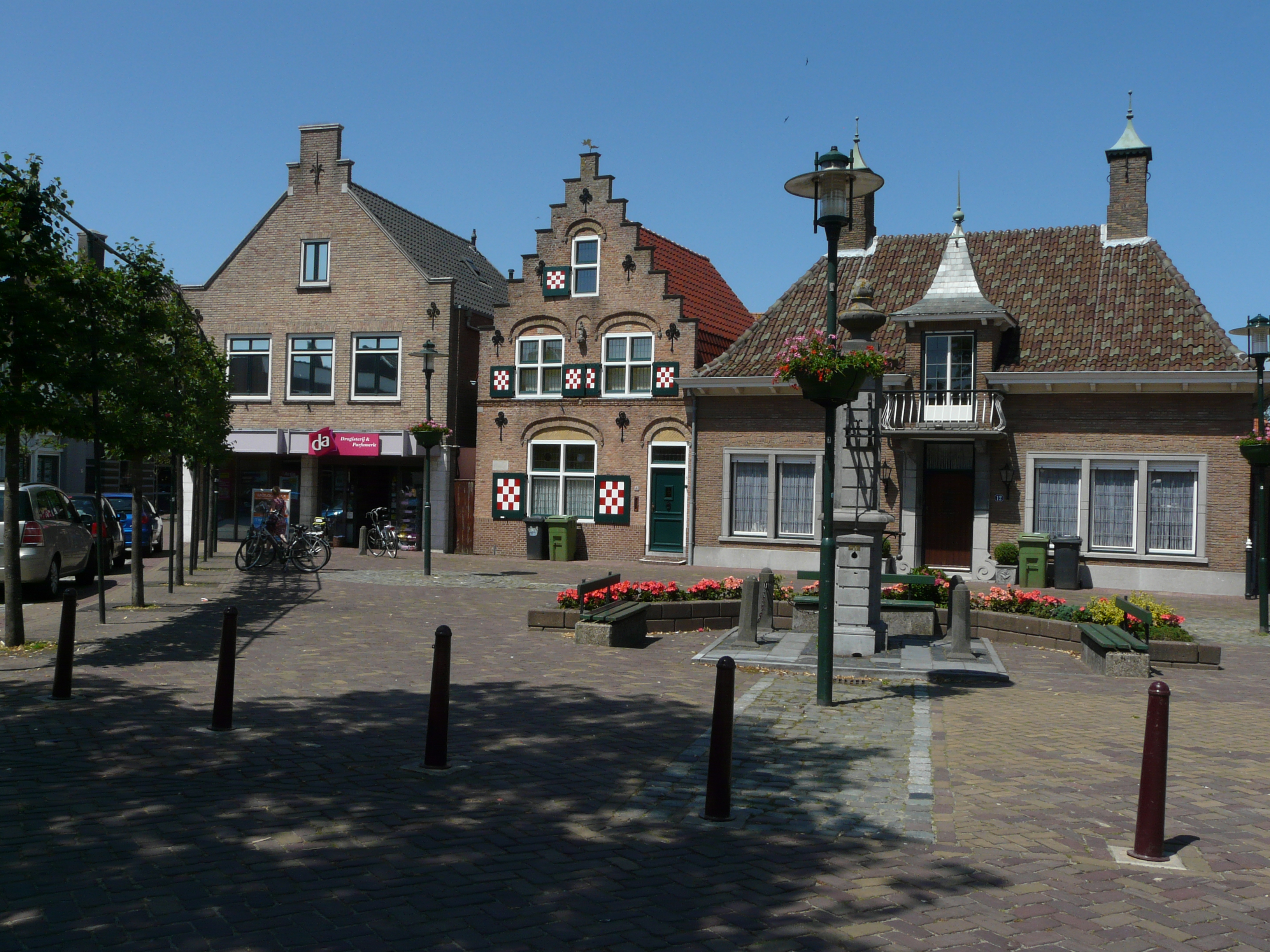
Сільська забудова
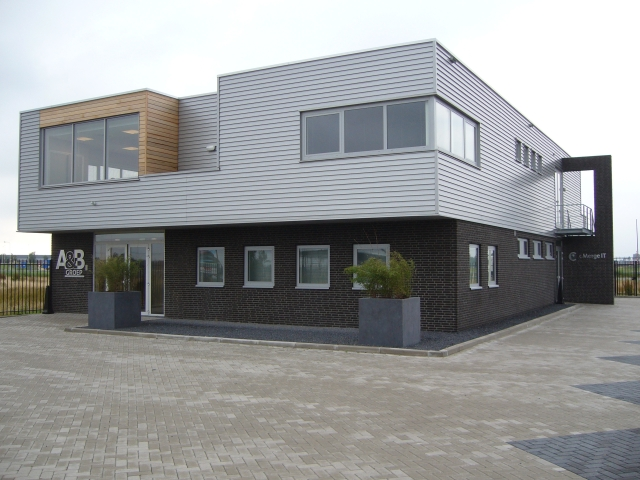
Офісна будівля